# ألان بانستر
ألان بانستر (بالإنجليزية: Alan Bannister)‏ هو لاعب كرة قاعدة أمريكي، ولد في 3 سبتمبر 1951 في مونتيبيلو في الولايات المتحدة.

## وصلات خارجية
- ألان بانستر على موقع دوري كرة القاعدة الرئيسي (الإنجليزية)
- ألان بانستر على موقعبيزبول رفرنس.كوم (الدوري الرئيسي) (الإنجليزية)
- ألان بانستر على موقعبيزبول رفرنس.كوم (الدوري الثانوي) (الإنجليزية)
- ألان بانستر على موقع إي إس بي إن.كوم (أم.أل.بي) (الإنجليزية)
- ألان بانستر على موقع مشجعي الرسوم البيانية (الإنجليزية)